# 박천유
박천유(1968년 12월 22일 ~)은 OB 베어스의 전 야구 선수다. 통산 2타수 무안타를 기록했다.

## 출신 학교
- 보성고등학교
- 중앙대학교

## 같이 보기
- 1991년 OB 베어스 시즌